# Olivera Kostić
Olivera Kostić est une joueuse de volley-ball serbe née le 9 décembre 1991 à Kraljevo. Elle mesure 1,85 m et joue au poste d'attaquante. 

## Clubs
| Club                       | De        | À         |
| -------------------------- | --------- | --------- |
| OK Ekonomac Kraljevo       | 2000-2001 | 2006-2007 |
| OK Tent                    | 2007-2008 | 2009-2010 |
| Étoile Rouge               | 2010-2011 | 2010-2011 |
| Radnički Beograd           | 2011-2012 | 2011-2012 |
| Markopoulo A.O.            | 2012-2013 | 2012-2013 |
| Robur Tiboni Volley Urbino | 2013-2014 | 2013-2014 |
| LJ Volley                  | 2014-2015 | 2014-2015 |
| OK Kamnik                  | 2015-2016 | …         |

## Palmarès
- Championnat de Serbie
  - Vainqueur : 2011.
- Coupe de Serbie
  - Vainqueur : 2011.
- Coupe d'Italie
  - Finaliste : 2015.
- Coupe de Slovénie
  - Vainqueur : 2019.
  - Finaliste : 2016, 2017, 2020.
- Championnat de Slovénie
  - Vainqueur : 2016, 2020.
  - Finaliste : 2017.